# The Elder Scrolls Online
Pour les articles homonymes, voir ESO.
The Elder Scrolls Online (ESO) est un jeu vidéo de rôle en ligne massivement multijoueur développé par ZeniMax Online Studios et édité par Bethesda Softworks, sorti le 4 avril 2014 sur Mac et Windows, puis le 9 juin 2015 sur PlayStation 4 et Xbox One. Le jeu sort également le 16 juin 2020 sur Google Stadia. Des versions PlayStation 5 et Xbox Series sont sorties le 8 juin 2021.
Le titre fait partie de la franchise The Elder Scrolls, dont il est le premier opus à proposer du multijoueur. Il a été révélé le 3 mai 2012 par Game Informer, puis officiellement dévoilé dans le numéro mensuel du magazine.

## Univers
Tout comme pour les autres opus de la franchise The Elder Scrolls, le jeu propose d'évoluer sur le continent de Tamriel et narre une histoire sans lien direct avec les autres titres. L'action se déroule un millénaire avant les événements du précédent titre de la série, Skyrim, alors que le prince daedrique Molag Bal fait régner le mal sur tout Tamriel et s'impose comme le principal antagoniste.
L'histoire du jeu est centrée sur la Guerre des Alliances. Il est ainsi possible de rejoindre l'une des neuf races réparties parmi les trois factions se disputant le contrôle de Tamriel, qui sont : 
- l'Alliance de Daguefilante : Brétons, Orques et Rougegardes ;
- Pacte de Cœurébène : Elfes Noirs, Argoniens et Nordiques ;
- Domaine Aldmeri : Hauts-Elfes, Elfes des Bois et Khajiits.

L'édition collector du jeu permet d'incarner une race supplémentaire : les Impériaux.
Il est possible grâce au pack de jeu téléchargeable "aventurier" de choisir n'importe quelle race dans n'importe quelle alliance.

## Histoire
Molag Bal, prince daedrique, fait régner la terreur en Tamriel ; c'est une période sans Empereur... Les trois Alliances se disputent le trône par le biais d'une vaste zone de combats joueur contre joueur (« PvP ») et parmi les vainqueurs, le meilleur joueur pourra se voir couronné. Celui-ci peut se faire constamment prendre la place si une autre alliance gagne la bataille. Ces batailles ont une influence sur la zone centrale du monde, la région de Cyrodiil, dans laquelle les Alliances peuvent voir leur influence croître ou régresser par la prise ou la perte d'avant-postes, de forts, de villes et de quartiers de la capitale.
En parallèle de ces événements qui constituent la trame des combats PvP, chaque joueur peut librement choisir d'accomplir des quêtes de zones joueur contre l'environnement (« PvE »), dans lesquelles le but tourne autour du fait de réduire l'influence locale des alliés de Molag Bal. Enfin, une série de quêtes principales vise à débarrasser durablement Tamriel de l'influence du prince daedrique. Cette partie « histoire » ou aventure solo n'a pas, pour sa part, d'influence sur le reste du monde hormis localement et isolément, à l'échelle du joueur. Ainsi des changements apportés au monde par l'action d'un joueur seront visibles de lui seul et sans effet sur les autres. Aucune de ces quêtes n'est imposée mais leur achèvement apporte divers avantages comme de l'équipement, de l'or et de l'expérience.

## Système de jeu

### Classes
The Elder Scrolls Online propose six classes jouables, celles-ci étant disponibles pour toutes les races. Chaque classe propose trois spécialités, celles-ci étant elles-aussi sans restriction. Chaque classe est plus ou moins capable de tenir n'importe quel rôle traditionnel des MMORPG grâce aux nombreuses compétences communes disponibles.
Chevalier-Dragon
Le Chevalier-Dragon est un expert du maniement des armes, utilisant une puissante magie pour abattre ses adversaires. Il bénéficie d'une grande synergie avec l'élément du feu.
Sorcier
Le Sorcier est un maître des magies d'invocation et de destruction pouvant utiliser des alliés daedriques ou ses connaissances dans l'utilisation de la foudre et de la magie noire contre ses ennemis.
Lame-Noire
Le Lame-Noire est un combattant agile, utilisant la vitesse et la furtivité et possédant des aptitudes d'assassinat.
Gardien
Le Gardien est une classe pouvant facilement jouer en magie comme en vigueur, et même les deux à la fois. Il peut faire appel aux animaux et utiliser des sorts liés à la Nature.
Nécromancien
Le nécromancien puise son pouvoir dans la mort. Il utilise sa puissance pour invoquer des morts-vivants et utilise les cadavres des ennemies morts pour améliorer ses attaques.
Templier
Le Templier est un chevalier qui utilise la magie de la lumière pour se protéger lui et ses alliés, et abattre sa puissance sur le champ de bataille.
Arcaniste
L'Arcaniste manipule les pouvoirs de la bibliothèque Infinie d'Hermaeus Mora, utilisant des runes pour attaquer, se soigner et se protéger.

## Développement
The Elder Scrolls Online est développé à partir de 2007 par ZeniMax Online Studios. Il est annoncé officiellement le 3 mai 2012. Le titre utilise le moteur graphique d'Oblivion. Le 11 juin 2013, le jeu est annoncé sur PlayStation 4 et Xbox One.

### Modèle économique
À sa sortie, The Elder Scrolls Online est un jeu nécessitant l'achat d'une boite physique via un support DVD ou d'une édition numérique dans un premier temps, puis la souscription à un abonnement mensuel, trimestriel ou semestriel par la suite afin de pouvoir accéder à un boost d'expérience.
Le 21 janvier 2015 est annoncée une modification de ce système prévue pour le 17 mars 2015, supprimant l'abonnement obligatoire, remplacé par un service premium facultatif pour le joueur, l'intégration d'une boutique en jeu utilisant une monnaie virtuelle basée sur le principe des micro transactions ainsi que l'annonce de contenus téléchargeables facultatifs achetables via cette même monnaie.

### Mises à jour
Comme la plupart des MMORPG, The Elder Scrolls Online connait plusieurs ajouts de contenu :
Patch 1.1
Sortie le 22 mai 2014, cette mise à jour inclut notamment une nouvelle zone de haut niveau, Raidelorn, située entre Hauteroche et Cyrodiil, à explorer en groupe, mais aussi deux raids de 12 joueurs ou Épreuves intégrant un système de classement, une hausse du niveau maximum au Rang de Vétéran 12, un récapitulatif de mort, ainsi qu'une nouvelle campagne de guerre d'alliance
Patch 1.2
Sortie le 25 juin 2014, cette mise à jour inclut la version vétéran du donjon La Crypte des cœurs, une amélioration de la vue à la première personne et de l’éclairage, le rajout des pourpoints pour les tenues légères, mais aussi la possibilité d’interagir avec la majorité des pièces d'équipement que le joueur pourra utiliser.
Patch 1.3
Sorti le 5 août 2014, cet ajout de contenu inclut le système de teinture d'armures, d'amélioration de fonctionnalités de guilde, avec une gestion plus affinée des droits et rangs, des emblèmes de guilde sous forme de tabards, de marchands de guilde dispersés dans tout Tamriel, une mise à jour complète des campagnes de guerre d'alliance, une modification de la colorisation de l'environnement, de l'ajout de modes difficiles dans les Épreuves, ainsi qu'une refonte des donjons solo de la région d'Havreglace.
Patch 1.4
Sortie le 16 septembre 2014, cette mise à jour complète la région précédemment introduite de Raidelorn en y rajoutant le Haut-Raidelorn, une nouvelle épreuve, mais aussi l'Arène du Dragon destinée aux groupes de 4 joueurs. Celle-ci inclut également un neuvième trait d'artisanat, une refonte des donjons solo des régions de Bangkoraï, des Marches de la Camardes et de la Brèche ainsi qu'une augmentation du niveau maximum au rang de Vétéran 14.
Patch 1.5
Sorti le 4 novembre 2014, ce patch intègre entre autres la version vétéran du donjon La Cité des cendres, une amélioration des animations faciales des personnages non joueurs, une modification partielle du système de rang vétéran afin que les gains de rangs soit similaires au gain de niveaux de personnages du joueur, un ajustement des donjons de groupe au niveau du chef de groupe, ainsi que certains contenus solo, l'ajout de quêtes journalières liées à l'artisanat et aux donjons de groupe et le style d'artisanat Dwemer
Patch 1.6
Sorti le 4 mars 2015, ce patch intègre entre autres le système de Justice permettant au joueur des possibilités de crime, comme le vol, le meurtre, le braquage et le recel auprès des personnages non joueurs. Il inclut également une nouvelle progression des personnages vétéran leur permettant d'accumuler des points champions disponibles à tous les avatars du joueur, lui offrant une plus grande personnalisation de ceux-ci, mais aussi une refonte de la profession de cuisinier, un rééquilibrage des diverses compétences du jeu, et un nouveau tutoriel destiné aux débutants.
Patch 2.0
Sorti le 17 mars 2015, ce patch est la bascule du jeu de son modèle économique passant d'un achat suivi d'un abonnement, à seulement l'achat du jeu comme prérequis obligatoire pour un accès au service, couplé à un abonnement facultatif offrant divers avantages, une monnaie virtuelle et une boutique en jeu permettant l'acquisition de biens dématérialisés ou de contenu.
Le jeu change également de dénomination officielle, devenant The Elder Scrolls Online : Tamriel Unlimited
Patch 2.1
Sorti le 1er septembre 2015 sur PC et le 16 septembre 2015 sur consoles, ce patch catégorisé comme DLC conclut l'invasion de Molag Bal sur Nirn offrant aux joueurs un accès à la Cité Impériale dans lesquels ceux-ci sont confrontés à la fois aux sbires du prince daedrique mais également aux adversaires des factions adverses, mêlant combat contre personnages non joueurs et adversaires humains simultanément.
Dans ce lieu dévasté, les joueurs peuvent acquérir une nouvelle monnaie identifiée sous le nom de Pierres de Tel Var, celle-ci étant pillée à la mort du joueur par ses adversaires. Il offre également la possibilité de se confronter à deux nouveaux défis de quatre joueurs dans les nouveaux donjons qui sont la Tour d'Or Blanc et la Prison Impériale mais aussi aux artisans la possibilité de fabriquer de nouvelles armes et armures de deux motifs rares de Tamriel, le style Xyvkin, et le style du Verre déjà présent dans les précédents opus de la saga.
Patch 2.2
Lancé officiellement le 2 novembre 2015 sur PC/Mac, le 17 novembre sur Xbox One et le 18 novembre sur PlayStation 4.

### Extensions et DLC
Le jeu possède plusieurs extensions et DLC, ou pack de jeu (une extension étant bien plus fournie qu'un DLC), ajoutant chacun de nouvelles quêtes, donjons et contenus et généralement une nouvelle zone.
Listées par ordre de sortie :
- Imperial City (DLC) : Ajoute la Cité Impériale, zone PvP et PvE, au centre de Cyrodiil.
- Orsinium (DLC) : Ajoute la province d'Orsinium, ancienne patrie des Orcs. Le joueur aide le nouveau souverain orc à reconstruire ce royaume.
- Thieves Guild (DLC) : Ajoute la province du Trépas des Cognées, région de Martelfell, ainsi que l'accès à la Guilde des Voleurs.
- Dark Brotherhood (DLC) : Ajoute la province de la Côte d'Or, à l'Ouest de Cyrodiil, et la Confrérie Noire (une organisation d'assassins).
- Shadows of the Hist (DLC) : Ajoute deux donjons argoniens.
- One Tamriel et Homestead : Deux mises à jour gratuites ajoutant respectivement la possibilité de parcourir librement le monde quelle que soit sa race et des habitations personnalisables.
- Morrowind (Extension) : Ajoute l'île de Vvardenfell en Morrowind, parcourue dans The Elder Scolls III des décennies plus tard.  L'extension voit l'arrivée de la classe Gardien[18]. Elle est sortie le 6 juin 2017 et a reçu la note de 8/10 sur IGN [19].
- Horns of the Reach (DLC) : Ajoute deux donjons sur le thème des Crevassais.
- Clockwork City (DLC) : Ajoute la Cité Mécanique, création du Dieu dunmer Sotha Sil.
- Dragon Bones (DLC) : Ajoute deux donjons autour du thème des nécromanciens.
- Summerset (Extension) : Ajoute l'Archipel du Couchant, patrie des Haut-elfes. Sortie le 21 mai 2018 et a reçu la note de 8/10 sur IGN [20].
- Wolfhunter (DLC) : Ajoute deux donjons autour des lycanthropes et du Dieu daedra Hircine.
- Murkmire (DLC) : Ajoute la zone du même nom, au cœur du marais constituant la patrie des argoniens.
- WrathStone (DLC) : Ajoute deux donjons que le héros doit explorer pour récupérer un trésor perdu. Annonce l'extension suivante : Elsweyr.
- Elsweyr (Extension) : Ajoute la province du même nom, patrie des Khajiits, dans laquelle plusieurs dragons se sont éveillés. Ajoute aussi une nouvelle classe : le nécromancien. Sortie prévue le 4 juin 2019 [21],[22].
- Scalebreaker (DLC) : Ajoute deux nouveaux donjons : Reliquaire des Lunes funèbres et Repaire de Maarselok.
- Dragonhold (DLC) : Ajoute de quoi défendre les habitants du Sud d'Elsweyr, restaurer la mystérieuse Garde du dragon et combattre les Dragons.
- Harrowstorm (DLC) : Ajoute 2 donjons : Le Sépulcre Profane et Crève-Nève, ainsi que l'histoire le Cœur noir de Skyrim.
- Greymoor (Extension) : Ajoute plusieurs zones de Bordeciel, et pousse le héros à empêcher un maître vampire d’asservir Bordeciel. Ajoute le système d'Antiquités.
- Stonethorn (DLC) : Ajoute 2 donjons : Bastion-les-Ronce et le Jardin de pierre
- Markarth (DLC) : Ajoute la conclusion du Coeur Noir de Skyrim. La Horde grise marche sur la Crevasse, et vous trouvez des alliés inattendus parmi les clans qui peuplent cette région sauvage.
- Flames of Ambition (DLC) : Ajoute 2 donjons : Le Chaudron et la Villa du Dragon noir
- Blackwood (Extension) : Ajoute la province du même nom, ainsi que la possibilité d'avoir un Compagnon. Elle est sortie le 1er juin 2021.
- Waking Flame (DLC) : Ajoute 2 donjons : La Cave d'effroi et le Bastion du Pétale rouge
- The Deadlands (DLC) : Ajoute la zone daedrique du même nom. Sortie en novembre 2021.
- Ascending Tide (DLC) : Ajoute 2 donjons : l'Aire de Corail et le Regret du Charpentier. Elle est sortie le 14 mars 2022 [23].
- High Isle (Extension) : Ajoute les régions de l'ïle-Haute et Amenos. Introduit le jeu de cartes Récits de Gloires, jouable directement dans ESO. Sorti en juin 2022[24].
- Lost Depths (DLC) : Ajoute 2 donjons : l'Enclave des Racines et de la Terre et les Profondeurs Mortuaires. Elle est sortie le 22 août 2022[25].
- Firesong (DLC) : Ajout de Galen, une nouvelle île de l'archipel des Systres. Elle est sortie le 1er novembre 2022 [26].
- Scribes of Fate (DLC) : Ajoute 2 donjons : les Salles du Scribe et Bal Sunnar. Sortie le 13 mars 2023.
- Necrom (Extension) : Ajoute les régions de la Péninsule Telvanni et d'Apocrypha et la classe Arcaniste. Elle est sortie le 5 juin 2023[27].
- Scions of Ithelia (DLC) : Ajoute 2 donjons : la Fosse aux fidèles et le Voile des fous. Sortie le 11 mars 2024 sur PC et MacOS et le 26 sur Xbox et PlayStation.
- Gold Road (Extension) : Ajoute la province du  Weald Occidental. sortie le 3 juin 2024.